# Včela medonosná krétská
Včela medonosná krétská (Apis mellifera adami) je poddruh včely medonosné, původem z ostrova Kréta ve východním Středomoří.

## Taxonomie
Včela medonosná krétská byla klasifikována Friedrichem Ruttnerem v roce 1975 a pojmenována po bratru Adamovi (Karl Kehrle).
Výzkum v roce 2003 dospěl k závěru, že „včela medonosná z Kréty se zdá být podobná populacím včel z jiných oblastí Řecka“. Došlo k zjištění, že jejich genetická struktura se s největší pravděpodobností během 50. až 70. let 20. století změnila v důsledku kočovného včelařství a komerčního šlechtění.
Po zjištění závěru, že na Krétě již asi neexistují žádné čisté populace krétských včel, bratr Adam odcestoval z ostrova.

## Včelařství
Západní krétské úly jsou vyrobeny z terakoty (keramiky), dřeva anebo proutí. Na východě ostrova jsou úly vždy keramické.